# Sant Simon (Cantal)
Sant Simó (en francès Saint-Simon) és un municipi del departament francès de Cantal a la regió d'Alvèrnia-Roine-Alps.